# 辛威
辛威（512年—580年），陇西郡狄道县（今甘肃省定西市临洮县）人，北魏、西魏、北周官员。

## 生平
辛威的祖父辛大汗是北魏渭州刺史，父亲辛生是河州四面大都督。等到辛威功勋显著后，辛生被追赠大将军、凉甘等五州刺史。
辛威年少慷慨，有志向谋略，永熙元年（532年），辛威以直荡都督为起家官。辛威后跟从贺拔岳征讨有功，出任代理辅国将军、都督。等到宇文泰统领贺拔岳的军队，见到辛威后觉得他不同寻常，就将他留在军帐内听用，辛威仍担任直寝。不久，辛威出任宁远将军、羽林监，封白土县伯，食邑五百户。永熙三年（534年），辛威跟随大军迎接西入关中的魏孝武帝，因此攻打回洛城，功劳居于首位，进爵为侯，增加食邑三百户，加冠军将军、散骑常侍，转任大都督。辛威跟随大军擒获窦泰，收复弘农，战于沙苑，都是充当先锋冲入敌阵，勇猛冠絶一时。凭藉前后所立功劳，辛威出任抚军将军、银青光禄大夫。辛威跟从于谨攻破襄城，又跟从独孤信进入洛阳，参与河桥之战，加持节，晋爵为公，增加食邑八百户。大统五年（539年），辛威出任使持节、都督扬州诸军事、扬州刺史。大统十三年（547年），辛威升任车骑大将军、仪同三司，很快升任骠骑大将军、开府仪同三司，赐姓普屯氏。大统十六年（550年），辛威出任鄜州诸军事、鄜州刺史。辛威当时声望已很高，朝廷要让他荣归故里，任命他担任河州刺史、本州大中正。辛威屡次统领二镇，很得百姓的信赖。
周孝闵帝登基，辛威加大将军，晋爵为枹罕郡公，增加食邑一千户。周明帝二年（558年），司马消难前来归附北周，辛威与达奚武率众支援接应。保定初年，辛威又率兵讨伐丹州反叛的胡人，击败了他们。保定三年（563年），辛威与达奚武攻打阳关并将它占领。保定四年（564年），辛威跟随尉迟迥包围洛阳。班师后，辛威出任宁州总管。保定五年（565年），辛威被征召回京出任小司马。同年，辛威又率军向着西凉州进发，迎接阿史那皇后。天和元年六月丙午（566年7月3日），辛威进位柱国，又出任大司寇。辛威后再度出任行军总管，讨伐绥、银等各州叛乱的胡人，将他们全部平定。天和六年（571年），辛威跟随齐王宇文宪东征，攻取伏龙等五城。建德二年（573年），辛威升任少傅。建德四年春正月戊辰（575年2月8日），辛威出任河州总管、都督七州诸军事，又出任河州大中正。宣政元年九月丁酉（578年10月19日），辛威加上柱国，再度出任少傅。大象二年八月丁卯（580年9月8日），辛威晋封宿国公，增加食邑总计五千五百户。大象二年冬，辛威去世，虚岁六十九，开皇元年七月某日归葬于河州金城郡苑川乡。
辛威生性稳重，有威严，前后做官几十年，不曾有过失，所以能够以地位名誉善终。加上辛威的家族友善孝义，五代人住在一起，世人因此称赞。辛威的儿子辛永达继承爵位，大象末年，凭藉辛威的功勋，加仪同大将军。

## 其他
《合方邑子百数十人造像记》刻于北周武成二年（560年），原立于同州延寿郡下邽县，现藏陕西省博物馆。造像记中留有一百五十余人题名，其中有都像主都督白停男普屯当、白停男世子（普屯）兴集、邑子普屯磨蛇、邑子普屯阿并。武汉大学历史学院硕士研究生谭秋含怀疑此次造像活动的参与者大部分来自驻扎在下邽周边的兵团，造像记中多次出现的普屯氏在西魏以前从未出现在文献之中，北周初年此姓突然大量出现在关中地，与宇文泰推行的赐姓政策存在着莫大联系。谭秋含认为，辛威自大统十六年（550年）至北周初年长期担任鄜州刺史，与碑刻所在的同州下邽县相隔不远。且辛威出任期间，升任大将军、仪同，具有开府特权，符合统军的条件。普屯本就是稀见姓氏，武成二年关中地区出现的众多普屯氏成员很可能就是跟随军主辛威改姓的“军人”，这些改姓的“军人”中间存在明显的地位差别。其中普屯当拥有都督军衔，在军队体系中处于与军主关系亲密的核心集团中。但也存在许多没有军衔的普通军人和在社邑中居于下层的普通民众，他们以“邑子”的身份出现于造像记之中，成为众多题名的主要构成部分。这也说明，普通“军人”也能够随其军主改为胡姓。

## 家庭

### 夫人
- 河南元氏，西魏文帝元宝炬之女[2]，孝闵皇后元胡摩同母姐姐[18]，保定四年嫁辛威，西北政法大学教师王治与西安碑林博物馆副研究馆员傅清音认为此女先嫁宇文震，守寡后改嫁辛威，也不是辛威第一次婚姻[19]

## 延伸阅读
[在维基数据编辑]
 《周書·卷27》，出自令狐德棻《周書》
 《北史·卷065》，出自李延壽《北史》